# شبر ميه (مسلسل)
شبر ميه مسلسل درامي كوميدي، مصري من إنتاج سنة 2019. المسلسل من إخراج طارق رفعت، وتأليف شريف بدر الدين، ومن بطولة أحمد صلاح السعدني، ونجلاء بدر، ومراد مكرم، وندى موسى.

## القصة
- يتناول العمل مجموعة من المشاكل الزوجية والأسرية، حيث يسعى الأب لقضاء فترة من الوقت بعيدًا عن زوجته لتقيم العلاقة، بينما يحاول على جانب آخر رعاية ابنه زياد.[4]

## طاقم التمثيل
- أحمد السعدني[5]
- نجلاء بدر
- مراد مكرم
- ندى موسى
- محمد علي رزق
- إيناس كامل
- نهى عابدين
- محمد جمعة
- ثراء جبيل
- رجاء الجداوي
- محمد أبو داوود
- حنان سليمان
- سامي مغاوري
- عبد الرحيم حسن
- سعيد صديق
- محمود عزت
- عبد السلام الدهشان
- محمود عامر
- لطفي لبيب
- إنعام سالوسة
- ياسمين رحمي

## إنتاج
• كتب شريف بدر الدين قصة وسيناريو مسلسل، المسلسل من أخراج طارق رفعت، وإنتاج تامر مرسي.